# So Kantruem
So kantruem (thailändisch ซอกันตรึม), auch so kantrum, saw kantruem, sor kantrum, ist eine zweisaitige gestrichene Röhrenspießlaute, die von den Khmer im Nordosten Thailands, im Süden der dortigen Region Isan gespielt wird.
Die Fiedel besteht aus einem röhrenförmigen Korpus aus Holz und besitzt zwei Metallsaiten, die mit langen, hintenständigen Wirbeln gestimmt werden. Der Korpus ist an der Oberseite mit Schlangenhaut bespannt. Die Saiten verlaufen mit Abstand über einem 60 Zentimeter langen Holzstab. Die Khmer-Namen der drei unterschiedlichen Größen lauten: tro-chi (klein), tro-ek (mittel) und tro-thom (groß). 
Die so kantrum wird im Ensemble gespielt, meistens als Begleitung zu Volkstänzen auf Festen und in rituellen Aufführungen.